# Комунистичка партија Совјетског Савеза
Комунистичка партија Совјетског Савеза (КПСС; рус. Коммунисти́ческая па́ртия Сове́тского Сою́за) била је владајућа партија у Совјетском Савезу.
Основана је 14. марта 1898. године у Минску, под називом Руска социјалдемократска радничка партија (РСДРП).
Њена бољшевичка фракција — РСДРП(б) — одиграла је кључну улогу у Октобарској револуцији 1917, која је довела до увођења Комунистичке диктатуре у Русији
Од средине 1920-их, комунистичка партија је била једина партија у земљи. Без обзира на то што није формално образовала партијске органе управе, њен фактички правни статус као руководеће силе совјетског друштва и једнопартијског система Совјетског Савеза био је законски озваничен у Уставу СССР из 1977. године.
Партија је распуштена и забрањена 1991. године, да би 9. јула 1992. био организован пленум ЦК КПСС-а, а 10. октобра 1992. XX конференција КПСС-а. Тада је изабран организациони комитет XXIX конгреса КПСС-а, који је одржан 26. и 27. марта 1993. године у Москви. На том конгресу, КПСС се трансформисао у СКП-КПСС (Савез комунистичких партија — Комунистичка партија Совјетског Савеза).

## Званични називи
- Руска социјалдемократска радничка партија (РСДРП; рус. Российская социал-демократическая рабочая партия) — од 1898. до 1912. године
- Руска социјалдемократска радничка партија (бољшевика) (РСДРП(б); рус. Российская социал-демократическая рабочая партия (большевиков)) — од 1912. до 1918. године
- Руска комунистичка партија (бољшевика) (РКП(б); рус. Российская коммунистическая партия (большевиков)) — од 1918. до 1925. године
- Свесавезна комунистичка партија (бољшевика) (СКП(б); рус. Всесоюзная коммунистическая партия (большевиков), ВКП(б)) — од 1925. до 1952. године
- Комунистичка партија СССР (КПСС; рус. Коммунистическая партия Советского Союза) — од 1952. до 1993. године

## Историјат

### Ране године
КПСС је настала у бољшевичкој фракцији Руске социјалдемократске радничке партије. Ова фракција је настала као резултат раскола између следбеника Јулија Мартова и Владимира Лењина августа 1903. на другој партијској конференцији. Мартовљеви следбеници су називани мењшевицима (што на руском значи мањина); и Лењинов, бољшевици (већина). Две фракције су у ствари биле прилично једнаке бројчане величине. Подела је постала више формализована 1914. године, када су фракције добиле назив Руска социјалдемократска радничка партија (бољшевика) и Руска социјалдемократска радничка партија (мењшевика). Пре Фебруарске револуције, прве фазе руских револуција 1917, партија је радила у подземљу као организоване антицаристичке групе. У време револуције, многи централни лидери партије, укључујући Лењина, били су у егзилу.
Након што је цар Николај II (1868–1918, владао 1894–1917) абдицирао у марту 1917, успостављена је република и којом је управљала привремена влада, којом су у великој мери доминирали интереси војске, бившег племства, великих капиталистичких власника предузећа и демократски социјалисти. Поред тога, спонтано су се формирале локалне скупштине, назване совјети, а структура двојне власти између совјета и привремене владе била је на снази све до тог времена да би њихове разлике биле помирене у пост-привременој влади. Лењин је у то време био у егзилу у Швајцарској где је, са другим дисидентима у егзилу, успео да договори са царском немачком владом сигуран пролаз кроз Немачку у запечаћеном возу назад у Русију кроз континент усред светског рата који је био у току. У априлу, Лењин је стигао у Петроград (Санкт Петербург) и осудио привремену владу, позивајући на унапређење револуције ка трансформацији текућег рата у рат радничке класе против капитализма. Показало се да побуна још није завршена, јер су тензије између друштвених снага које су биле усклађене са совјетима (саветима) и оних са привременом владом коју сада води Александар Керенски (1881–1970, на власти 1917), дошле су у експлозивне тензије током тог лета .
Бољшевици су брзо повећали своје политичко присуство од маја па надаље кроз популарност свог програма, посебно позивајући на хитан прекид рата, аграрну реформу за сељаке и враћање доделе хране за градско становништво. Овај програм је преведен до маса кроз једноставне слогане који су стрпљиво објашњавали њихово решење за сваку кризу коју је револуција створила. До јула ове политике су дистрибуиране кроз 41 публикацију, од којих је „Правда” била главна, са 320.000 читалаца. Ово је отприлике преполовљено након репресије бољшевика након јулских демонстрација, тако да је чак до краја августа главни лист бољшевика имао тираж од само 50.000 примерака. Упркос томе, њихове идеје су им стекле све већу популарност на изборима за Совјете.
Фракције унутар совјета постале су све више поларизоване током каснијег лета након оружаних демонстрација војника на позив бољшевика и покушаја војног удара који је командовао генералом Лавром Корниловим да елиминише социјалисте из привремене владе. Како се општи консензус унутар Совјета померао улево, мање милитантне снаге почеле су да их напуштају, остављајући бољшевике у јачој позицији. До октобра, бољшевици су захтевали пун пренос власти на Совјете и за потпуно одбацивање легитимитета привремене владе на челу са Керенским. Привремена влада, која је инсистирала на одржавању универзално презрених ратних напора на Источном фронту због уговорних веза са савезницима и страха од победе царске Немачке, постала је друштвено изолована и није имала ентузијастичку подршку на улицама. Дана 7. новембра (25. октобра, по старом стилу), бољшевици су предводили оружану побуну, која је збацила привремену владу Керенског и оставила Совјете као једину владајућу силу у Русији.
После Октобарске револуције, Совјети су се федерално ујединили и успостављена је Руска Совјетска Федеративна Социјалистичка Република, прва уставно социјалистичка држава на свету. Бољшевици су били већина унутар совјета и почели су да испуњавају своја предизборна обећања потписивањем штетног мира за окончање рата са Немцима у оквиру Брест-Литовског споразума и преносом поседа и царских земаља радничким и сељачким совјетима. У том контексту, 1918. године, РСДЛП(б) је постала Сверуска комунистичка партија (бољшевици). Изван Русије, социјалдемократе који су подржавали совјетску владу почели су да се идентификују као комунисти, док су они који су се томе противили задржали социјалдемократску ознаку.
Године 1921, када се грађански рат ближио крају, Лењин је предложио Нову економску политику (НЕП), систем државног капитализма који је започео процес индустријализације и послератног опоравка. НЕП је окончао кратак период интензивног рационирања назван „ратни комунизам“ и започео период тржишне економије под комунистичким диктатом. Бољшевици су у то време веровали да Русија, као једна од економски најнеразвијенијих и социјално најзаосталијих земаља у Европи, још није достигла неопходне услове развоја да би социјализам постао практична тежња и да ће то морати да сачека да такви услови стигну. под капиталистичким развојем какав је био постигнут у напреднијим земљама као што су Енглеска и Немачка. Дана 30. децембра 1922. године, Руска СФСР се придружила бившим територијама Руске империје како би формирала Савез Совјетских Социјалистичких Република (СССР), за чијег је вођу био изабран Лењин. 9. марта 1923. Лењин је доживео мождани удар, који га је онеспособио и практично окончао његову улогу у влади. Умро је 21. јануара 1924, само тринаест месеци након оснивања Совјетског Савеза, чијим ће се сматрати оснивачем.

### Стаљинов период (1924–1953)
Након Лењинове смрти, дошло је до борбе за моћ између Јосифа Стаљина, генералног секретара партије, и Лава Троцког, министра одбране, сваки са веома супротним визијама за будући правац земље. Троцки је настојао да спроведе политику перманентне револуције, која је била заснована на идеји да Совјетски Савез неће моћи да опстане у социјалистичком карактеру када буде окружен непријатељским владама и стога је закључио да је неопходно активно подржавати сличне револуције у напреднијим капиталистичким земљама. Стаљин је, међутим, тврдио да таква спољна политика не би била изводљива са способностима које је тада поседовао Совјетски Савез и да би изазвала уништење земље упуштањем у оружани сукоб. Уместо тога, Стаљин је тврдио да би Совјетски Савез у међувремену требало да тежи мирној коегзистенцији и да позива стране инвестиције како би развио економију земље и изградио социјализам у једној земљи.
На крају, Стаљин је добио највећу подршку унутар партије, а Троцки, који је све више посматран као сарадник спољних снага у настојању да свргне Стаљина, био је изолован и потом избачен из партије и прогнан из земље 1928. Стаљинова политика од сада касније ће постати заједнички познати као стаљинизам. Године 1925. назив партије је промењен у Свесавезна комунистичка партија (бољшевици), што је одражавало да републике ван саме Русије више нису биле део свеобухватне руске државе. Акроним је обично био транслитерован као СКП(б). Стаљин је настојао да формализује партијско идеолошко гледиште у филозофски хибрид оригиналних Лењинових идеја са ортодоксним марксизмом у оно што би се назвало марксизам-лењинизам. Стаљинов положај генералног секретара постао је највиши извршни положај унутар партије, дајући Стаљину значајну власт над партијском и државном политиком.
До краја 1920-их, дипломатски односи са западним земљама су се погоршавали до те мере да је постојао све већи страх од још једног напада савезника на Совјетски Савез. Унутар земље, услови НЕП-а омогућили су растуће неједнакости између све богатијих слојева и преосталих сиромашних. Комбинација ових тензија навела је партијско руководство да закључи да је за опстанак владе неопходно водити нову политику која ће централизовати привредну активност и убрзати индустријализацију. Да би се то постигло, први петогодишњи план је спроведен 1928. План је удвостручио индустријску радну снагу, пролетаризујући многе сељаке уклањајући их са њихове земље и окупљајући их у урбане центре. Сељаци који су остали да се баве пољопривредом такође су натерани да имају сличан пролетерски однос према свом раду кроз политику колективизације, која је фарме феудалног стила претворила у колективне фарме које би биле задружног карактера под управом државе. Ове две смене су промениле основу совјетског друштва у правцу више радничке класе. План је испуњен пре рока 1932. године.
Успех индустријализације у Совјетском Савезу навео је западне земље, попут Сједињених Држава, да отворе дипломатске односе са совјетском владом. Године 1933, након година неуспешних радничких револуција (укључујући краткотрајну Баварску Совјетску Републику) и растуће економске катастрофе, Адолф Хитлер је дошао на власт у Немачкој, насилно потиснувши револуционарне организаторе и представљајући директну претњу Совјетском Савезу који је идеолошки подржавао њих. Претња фашистичке саботаже и неизбежни напад увелико су погоршали већ постојеће тензије унутар Совјетског Савеза и Комунистичке партије. Талас параноје захватио је Стаљина и партијско руководство и проширио се совјетским друштвом. Видевши потенцијалне непријатеље свуда, вође владиних безбедносних апарата започели су тешке акције познате као Велика чистка. Укупно, стотине хиљада људи, од којих су многи постхумно признати као невини, ухапшено је и послато у логоре или погубљено. Такође у то време, вођена је кампања против религије у којој је Руска православна црква, која је дуго била политичка рука царизма пре револуције, била немилосрдно потиснута, организована религија је генерално уклоњена из јавног живота и претворена у потпуно приватну ствар , при чему су многе цркве, џамије и друге светиње пренамене или рушене.
Совјетски Савез је први упозорио на претећу опасност од инвазије нацистичке Немачке на међународну заједницу. Западне силе су, међутим, остале привржене одржавању мира и избегавању избијања новог рата, многи сматрају да су упозорења Совјетског Савеза нежељена провокација. После многих неуспешних покушаја да се створи антифашистички савез међу западним земљама, укључујући покушај да се прикупи међународна подршка Шпанској Републици у њеној борби против националистичког војног удара који је добио подршку Немачке и Италије, Совјетски Савез је 1939. пакт о ненападању са Немачком, касније заједничка инвазија и подела Пољске да би се испунио тајни протокол пакта, као и окупација балтичких држава, овај пакт ће бити раскинут јуна 1941. када је немачка војска извршила инвазију на Совјетски Савез у највећој копненој инвазији у историји, почетак Великог отаџбинског рата.
Коминтерна је распуштена 1943. након што је закључено да таква организација није успела да спречи успон фашизма и глобални рат неопходан да се он победи. После савезничке победе у Другом светском рату 1945. године, Партија се држала доктрине успостављања социјалистичких влада на послератним окупираним територијама којима ће управљати комунисти лојални Стаљиновој администрацији. Партија је такође настојала да прошири своју сферу утицаја изван окупираних територија, користећи проки ратове и шпијунажу и обезбеђујући обуку и финансирање за промовисање комунистичких елемената у иностранству, што је довело до успостављања Коминформа 1947. године.
Године 1949. комунисти су изашли као победници у Кинеском грађанском рату, узрокујући екстремну промену у глобалној равнотежи снага и у великој мери ескалирајући тензије између комуниста и западних сила, што је подстакло Хладни рат. У Европи је Југославија, под вођством Јосипа Броза Тита, присвајала територију Трста, што је изазвало сукоб како са западним силама тако и са Стаљиновом администрацијом која се успротивила таквом провокативном потезу. Штавише, југословенски комунисти су активно подржавали грчке комунисте током њиховог грађанског рата, додатно фрустрирајући совјетску владу. Ове тензије су довеле до разлаза Тито-Стаљин, који је означио почетак међународне секташке поделе унутар светског комунистичког покрета.

## Генерални секретари КПСС-а од 1922. до 1991. године
- Јосиф Стаљин — од 3. априла 1922. до 5. марта 1953. године
- Никита Хрушчов — од 7. септембра 1953. до 14. октобра 1964. године
- Леонид Брежњев — од 14. октобра 1964. до 10. новембра 1982. године
- Јуриј Андропов — од 12. новембра 1982. до 9. фебруара 1984. године
- Константин Черњенко — од 13. фебруара 1984. до 10. марта 1985. године
- Михаил Горбачов — од 11. марта 1985. до 24. августа 1991. године

## Републички огранци КПСС-а
| Република | Огранак                                                     |
| --- | ----------------------------------------------------------- |
| Руска СФСР | Комунистичка партија Руске СФСР (1990—1991)                 |
| Украјинска ССР | Комунистичка партија Украјине                               |
| Белоруска ССР | Комунистичка партија Белорусије                             |
| Узбечка ССР | Комунистичка партија Узбекистана                            |
| Казашка ССР | Комунистичка партија Казахстана                             |
| Грузијска ССР | Комунистичка партија Грузије                                |
| Азербејџанска ССР | Комунистичка партија Азербејџана                            |
| Литванска ССР | Комунистичка партија Литваније                              |
| Молдавска ССР | Комунистичка партија Молдавије                              |
| Летонска ССР | Комунистичка партија Летоније                               |
| Киргиска ССР | Комунистичка партија Киргистана                             |
| Таџичка ССР | Комунистичка партија Таџикистана                            |
| Јерменска ССР | Комунистичка партија Јерменије                              |
| Туркменска ССР | Комунистичка партија Туркменистана                          |
| Естонска ССР | Комунистичка партија Естоније                               |
| Туркестанска АССР | Комунистичка партија Туркестана                             |
| Бухарска ССР (1920—1925) | Комунистичка партија Бухаре                                 |
| Хорезманска ССР (1920—1925) | Комунистичка партија Хорезма                                |
| Карело-Финска ССР (1940—1956) | Комунистичка партија Карело-Финске ССР                      |
| Транскавкаска СФСР (1922—1936) | Транскавкаска Регионална Комунистичка партија РКП(б)/ВКП(б) |
| Извор: Справочник по истории Коммунистической партии и Советского Союза 1898—1991 (Књижица о историји Комунистичке партије Совјетског Савеза) |                                                             |